# カルトグラフ
カルトグラフ （Cartograf S.r.l）は、イタリアのデカールのメーカーである。

## 歴史
1969年に会計士のパスクアーレ・キアッペリーノ (Pasquale Chiapperino) によって設立された。当初は自転車やオートバイ用のステッカーを生産していた。最初の年、カルトグラフはボローニャのドゥカティから多くの注文を受けた。
1972年から模型用のデカールの生産を始め、パスクアーレの兄弟のロベルト (Roberto) が彼のパートナーになった。同年、Mg-modelのマルチェッロ・ジョルジェッティ (Marcello Giorgetti) から注文があり、数か月後、イタリアを代表する模型メーカーであるイタレリとプロターから注文が来た。その後、今日まで44年間続く。
現在では世界中の愛好家の間で高い評価を得て、パッケージにもカルトグラフ製のデカールを使用していると但し書きをするくらいである。日本の模型メーカーでは従来のモデルがカルトグラフ製のデカールを入れただけで大幅に価格が上がった例もある。

## 特徴
スクリーン印刷による印刷は発色が良く、細かい部分まで再現されている。上からクリア塗料を吹き付け乾燥後時間が経っても割れない。